# Oko Town
Oko Town è il secondo album in studio della folk e indie rock band dei 77 Bombay Street, che è stato pubblicato il 5 ottobre 2012 tramite l'etichetta discografica Gadget Records.
Il primo singolo estratto dall'album è Low On Air, pubblicato il 17 agosto 2012, mentre il 14 dicembre 2012 viene pubblicato in formato digitale il secondo, Angel e il terzo Oko Town esce il 25 aprile 2013 sempre in formato digitale.

## Video musicali
Per l'album è stato registrato 1 videoclip che corrisponde al singolo Angel.

## Tracce[2]
1. Follow the Rain – 3:31
2. Planet Earth – 3:17
3. Wake Me Up – 3:40
4. Low On Air – 4:15
5. Garden – 3:48
6. Oko Town – 2:58
7. Clown – 3:46
8. Angel – 4:10
9. Seeker – 4:01
10. Indian – 3:44
11. Rainbow – 3:24
12. Gladiator – 3:47
13. Johnny – 3:35
14. Gotta Get Home – 3:53

## Formazione
- Matt Buchli - voce, chitarra acustica
- Joe Buchli - chitarra elettrica
- Esra Buchli - batteria
- Simri-Ramon Buchli - basso